# Kuprlli

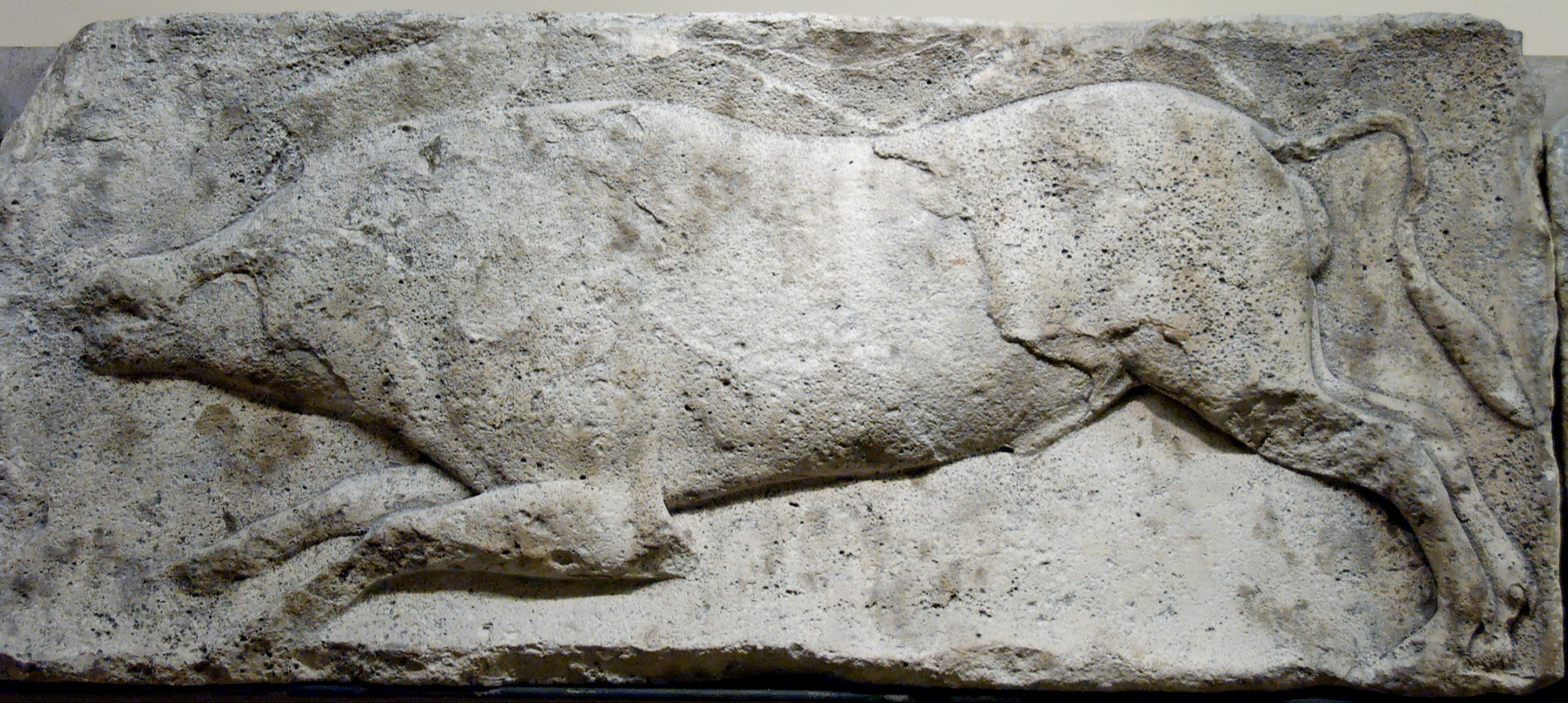
Jabalí corriendo. Relieve del "Edificio G", de la acrópolis de Janto. Data del reinado de Kuprlli.

Kuprlli o Kuprilli fue un dinasta de Janto (evidencias numismáticas: c. 485-440 a. C.). Es el miembro conocido más antiguo de la Dinastía de Janto, que gobernó sobre buena parte de Licia bajo el Imperio persa durante el siglo V a. C.. Se ha señalado que la Dinastía de Janto tenía lazos de sangre con el medo Harpago, quien anexionó Licia al Imperio persa (c. 540 a. C.), aunque esto es rechazado enérgicamente por A. G. Keen (1998).
La posición de Kuprlli, como la de sus sucesores, tendió a alinearse con los intereses persas. Sin embargo, Kuprlli continuó acuñando monedas en su nombre incluso durante el período de dominación ateniense (c. 460-antes del 431 a. C.).